# Demonax taiwanensis
Demonax taiwanensis là một loài bọ cánh cứng trong họ Cerambycidae.